# Club Foot
Club Foot – singel brytyjskiego zespołu Kasabian z ich pierwszego albumu, wydanego w 2004 roku i zatytułowanego Kasabian.
Pierwsze pełne wydanie utworu ukazało się 17 maja 2004 w Wielkiej Brytanii. Piosenkę zadedykowano czeskiemu studentowi, Janowi Palachowi, który popełnił samobójstwo poprzez samospalenie w ramach politycznego protestu.
Piosenkę można usłyszeć w trailerze i w intrze gry Tony Hawk's Project 8, w intrze gry Pro Evolution Soccer 5 oraz w grach Midnight Club 3: DUB Edition, Marc Eckō's Getting Up: Contents Under Pressure, SingStar Rocks!, Alan Wake: American Nightmare oraz w FIFA 12. Poza tym utwór został wykorzystany w filmie Gol!, a także w trailerach filmów Hooligans, Serenity oraz Patrol, a także została dwa razy użyta w programie motoryzacyjnym brytyjskiej stacji BBC, "Top Gear".
Piosenka jest odgrywana przed każdym meczem Premier League.